# Periodisierung des sportlichen Trainings
Periodisierung ist die systematische Planung und Durchführung des sportlichen Trainings mit dem Ziel, zum gewünschten Zeitpunkt die bestmögliche Leistung zu erbringen. Hierzu wird das Training sowohl langfristig (mehrjährige Trainingsplanung) als auch im Jahreszyklus und bis in die einzelne Trainingswoche zyklisch angelegt.
Carl Krümmel hat bereits 1930 Training systematisiert. Der sowjetische Physiologe Lew Matwejew gilt als der Erfinder der Theorie der Periodisierung des sportlichen Trainings. Er analysierte das Training und die Ergebnisse in den quantifizierbaren Sportarten (Leichtathletik, Schwimmen, Gewichtheben) der Sowjetischen Olympiamannschaften 1952 und 1956, um zu ermitteln, welche Trainingspläne dazu geführt hatten, dass manche Sportler ihre besten Leistungen bei den Olympischen Spielen erbracht hatten und andere nicht. Hieraus wurden die Trainingspläne für die Olympischen Spiele 1960 entwickelt. Mit dem Erfolg der sowjetischen Mannschaften wurden die Prinzipien Matwejews zunächst im gesamten Ostblock, seit 1972 auch in der Bundesrepublik angewandt. Die frühen Erfolge des Bundesausschusses Leistungssport als Koordinationsorgan des Sports der Bundesrepublik im Deutschen Sportbund mit seinem Direktor Helmut Meyer waren vor allem auf die konsequente Anwendung der Periodisierungsprinzipien zurückzuführen.
Nach dem Niedergang der UdSSR wurden die Periodisierungsprinzipien verändert. Während Matwejew weiter Iwan Petrowitsch Pawlow folgte, d. h. jeder ist in derselben Weise zu periodisieren, individualisierte Platonov das Training, indem er individuelle biologische Kennwerte berücksichtigte. In den 1990er Jahren wurde auch das Blocktraining (eigentlich Blockperiodisierung) immer populärer. Hier werden in den einzelnen Zyklen besondere Schwerpunkte gesetzt, wodurch ein motorischer Stereotyp durchbrochen werden kann. Besonders für Krafttraining ist es geeignet, da sich so die verschiedenen Muskelgruppen getrennt ansprechen lassen.
In der Trainingsperiodisierung wird typischerweise zwischen drei verschiedenen Zyklen unterschieden: Mikrozyklus (meist eine Woche), Mesozyklus (meist vier Wochen) und Makrozyklus (je nach Anzahl der Saisonhöhepunkte ein halbes oder ein ganzes Jahr). Es gibt auch im Hinblick auf den gesamten Karriereaufbau Zyklen, durch die z. B. Babypause oder Bildungsabschluss in das Training integriert werden (typischerweise im Jahr nach einer Höchstleistung, z. B. Olympische Spiele).
Besonders problematisch ist die Periodisierung in Mannschaftssportarten mit Ligabetrieb, da die Perioden hier besonders verkürzt werden müssen.
Die Zyklen sind wellenförmig aufgebaut und berücksichtigen die Superkompensation.
In den letzten Jahren hat sich auch die Blockperiodisierung (vgl. Blocktraining) eingebürgert. Hierbei werden bestimmte Elemente innerhalb eines Mesozyklus besonders betont, wodurch Stereotype aufgebrochen werden und die sportliche Form besser erhalten werden kann. Bei der Blockperiodisierung wird deutlich, dass es im Training nicht nur um die durch Superkompensation gekennzeichnete Veränderung/Verbesserung von physiologischen Parametern geht, sondern auch um Lernen und somit um Lernkurven, die ein Plateau ohne Superkompensation erreichen. Durch Blocktraining kann im Sinne von massiertem Lernen das Lernplateau aufgebrochen werden.
Kizko hat nun einen weiteren Aspekt in die Problematik der optimalen Periodisierung eingebracht: Kann es richtig sein, dass die Abstände der Belastungen im Training immer den gleichen Abstand haben? Der Trainingsreiz versetzt den Körper in Schwingungen. Da der menschlichen Körper zu mehr als 50 % aus Flüssigkeit besteht, müssen dann die Trainingsreize dies nicht berücksichtigen und wie bei der gedämpften Ozsillation (Schwingung) einen kontinuierlich größer werdenden Abstand haben, um eine optimale Superkompensation zu erzielen? Die konkreten Auswirkungen lassen sich bisher jedoch nicht standardisieren.